# Scie à panneaux
La scie à panneaux est une machine-outil permettant de débiter rapidement les panneaux de bois.

## Types

### Scie à panneau verticale
Les scies à panneaux verticale sont utilisées dans la petite industrie, les ateliers de petites surfaces, les magasins de bricolage (vente au détail).
Ce sont des machines-outils principalement conçues pour des découpes de panneaux.
À l'instar de la scie radiale, il s'agit d'un groupe de sciage (comprenant moteur, lame, et quelquefois inciseur) que le manipulateur peut déplacer de haut en bas et de gauche à droite au moyen d'une poignée, au-dessus d'une table verticale (d'où son nom) inclinée et où la lame vient à la rencontre du panneau.

### Scie à plat

Scie à plat.

Les scies à plat sont des machines à vocation industrielle. Contrairement à la scie verticale, le panneau est posé à plat sur la table de la machine. Le panneau ou la pile est positionné manuellement ou automatiquement sous la barre de pression qui maintient les panneaux en position pendant le déplacement du bloc moteur et de la scie. La table est munie de roulements ou de coussin d'air afin de faciliter la manipulation des pièces pour la coupe des panneaux. La scie peut être pilotée par un ordinateur. Les séquences de coupe peuvent alors être récupérées depuis le logiciel d'optimisation de débit et importées dans l'ordinateur de la machine.

### Scie à format

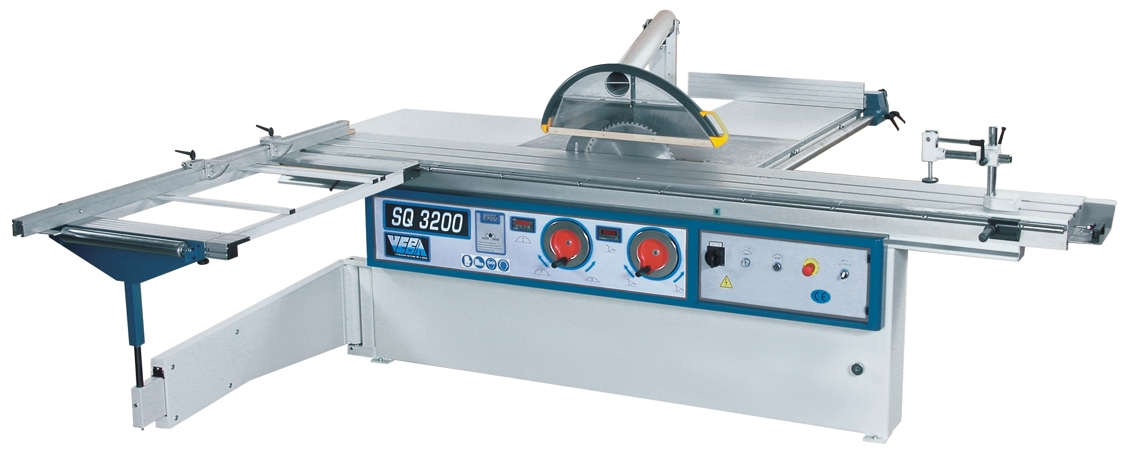
Scie à format.

Les scies à format sont des scies polyvalentes. Contrairement aux autres type de scie à panneaux, le groupe de sciage est fixe, c'est l'opérateur qui déplace le panneau à l'aide de la table mobile.

## Secteurs d'utilisation
- Ameublement
- Menuiserie
- Agencement
- Vente au détail de panneaux

## Nature des panneaux sciés
- bois massif
- aggloméré
- stratifié
- mélaminé
- Panneau de fibres de bois
- contreplaqué

## Sécurité des machines et prévention des risques professionnels
Une scie à panneaux est une machine qui peut, si aucune mesure de prévention n'est prise, présenter des risques pour les opérateurs et tierces personnes amenés à les côtoyer.
Dans l'Union Européenne, d'un point de vue réglementaire, la conception et l’utilisation d'une scie à panneaux doivent être conformes, entre autres :
- à la directive "Machines" 2006/42/CE pour la conception
- à la directive 2009/104/CE qui s’adresse aux utilisateurs de machines

### Conception des scies à panneaux destinées au marché européen
Conformément aux dispositions de la Directive européenne "Machines" 2006/42/CE, les fabricants doivent réduire les risques dès la conception et respecter les Exigences Essentielles de Santé et de Sécurité listées dans son Annexe I.
Pour les aider dans leur démarche, les fabricants pourront s'appuyer sur la norme NF EN ISO 12100:2010 "Sécurité des machines — Principes généraux de conception — Appréciation du risque et réduction du risque" qui décrit les principes généraux de conception des machines, ainsi que sur les brochures INRS relatives à la prévention des risques mécaniques.

### Utilisation des scies à panneaux sur le territoire européen
Afin de préserver la santé et la sécurité des travailleurs, l’employeur doit s’assurer que les machines sont sûres et conformes et que leur utilisation n’expose pas les salariés à des risques, et ceci dans toutes leurs phases de vie.
A cet effet, il doit réaliser l’évaluation des risques liés à la machine dont les résultats seront transcrits dans le Document unique d’évaluation des risques.
De plus, l’employeur a l’obligation de maintenir la machine en état de conformité (R.4322-1 du Code du travail).